# Международный околоземной астероидный обзор
| Открытых астероидов: 8 | Открытых астероидов: 8 |
| ---------------------- | ---------------------- |
| (4121) Карлин          | 2 мая 1986             |
| (5227) 1986 PE         | 4 августа 1986         |
| 5722 Johnscherrer      | 2 мая 1986             |
| (6694) 1986 PF         | 4 августа 1986         |
| (9556) 1986 GF         | 8 апреля 1986          |
| (9735) 1986 JD         | 2 мая 1986             |
| (10046) 1986 JC        | 2 мая 1986             |
| (10292) 1986 PM        | 2 августа 1986         |

Международный околоземной астероидный обзор (англ. International Near-Earth Asteroid Survey, INAS) — астрономическая служба, организованная и координируемая Элеонорой Ф. Хелин в 1980-х годах, как часть международного проекта Паломарское обозрение астероидов, пересекающих орбиты планет (PCAS). В рамках работы INAS была сделана попытка расширить охват небесной сферы для наблюдения (PCAS действует только из Паломарской обсерватории), открывать и заново обнаруживать по всему миру астероиды, сближающиеся с Землёй.
К проекту приписан Центр малых планет, открывший с 1982 года 8 или 9 астероидов.